# Alexander Rowan
Alexander Sandy Rowan (ur. ?, zm. ?) – angielski piłkarz, który występował na pozycji napastnika.
Rowan grał między innymi w Manchesterze City. W ciągu dwóch lat występów w Division Two wystąpił w 45 spotkaniach i zdobył 23 bramki. Ponadto zagrał w trzech meczach testowych o awans do Division One, przeciwko West Bromwich Albion oraz Small Heath, w których zdobył dwie bramki.